# Hocus Pocus (band)
Hocus Pocus is een Franse band, afkomstig uit Nantes. 
De band werd in 1995 opgericht. Hun muziek omvat onder andere de genres Hip Hop, Jazz, Soul en Funk. De band zingt in zowel het Frans als het Engels.

## Geschiedenis
De formatie van de band was een initiatief van MC’s 20syl en Cambia. In het formatiejaar brachten de twee samen de mixtape Première Formule uit. 
In 1997 werd de formatie uitgebreid met DJ Greem. Een jaar later volgde het eerste album, Seconde Formule. Al snel ontstond echter onenigheid binnen het trio, daar Cambia van mening was dat een combinatie van 2 MC’s en een DJ niet werkte. Cambia trad hierop terug uit de band.
In 2001 kreeg Hocus Pocus een contract bij On and On Records. Met hun eerste single bij deze maatschappij, Malade, begon de band langzaam door te breken. Na nog twee singles bracht Hocus Pocus in februari 2005 het album 73 Touches uit.Dit album was een commercieel succes en betekende in 2006 hun definitieve doorbraak. In oktober 2007 bracht de band het album Place 54 uit, met een mengeling van zowel live-nummers als studionummers, alsmede samenwerkingsprojecten met internationale artiesten. Het album haalde de Franse top 20.

## Leden
- 20Syl - MC
- Matthieu Lelièvre - Gitaar
- Hervé Godard - Bass
- Antoine Saint-Jean -  Drumstel
- DJ Greem - DJ

## Discografie

### Singles
- On and On Maxi Single (Oktober 2001)
- Conscient Maxi Single (Januari 2003)
- On and On - Part 2 Maxi Single (December 2004)

### Albums
- Seconde Formule (1998)
- Acoustic Hip Hop Quintet (juni 2002)
- 73 Touches” (februari 2005)
- Place 54 (Oktober 2007)
- 16 Pièces (Maart 2010)